# Гонокаликс
Гонока́ликс (лат. Gonocalyx) — род растений семейства Вересковые.

## Ареал
Виды рода Гонокаликс встречаются в Южной Америке в Колумбии, в Центральной Америке в Коста-Рике, а также в Вест-Индии.

## Виды
По информации базы данных The Plant List, род включает 11 видов:
- Gonocalyx almedae Luteyn
- Gonocalyx amplexicaulis Luteyn
- Gonocalyx concolor Nevling
- Gonocalyx costaricensis Luteyn — Гонокаликс коста-риканский
- Gonocalyx lilliae Al.Rodr. & J.F.Morales
- Gonocalyx megabracteolatus (Wilbur & Luteyn) Luteyn — Гонокаликс крупноприцветниковый
- Gonocalyx portoricensis (Urb.) A.C.Sm. — Гонокаликс пуэрто-риканский
- Gonocalyx pterocarpus (Donn.Sm.) Luteyn
- Gonocalyx pulcher Planch. & Linden
- Gonocalyx smilacifolius (Griseb.) A.C.Sm. — Гонокарпус смилаксолистный
- Gonocalyx tetrapterus Alain